# Tratado de Hamburgo (1762)
O Tratado de Hamburgo foi assinado no dia 22 de Maio de 1762 na Cidade Livre e Hanseática de Hamburgo entre a Suécia e a Prússia, durante a Guerra dos Sete Anos. Os negociadores foram Adolf Fredrik von Olthoff, representando os suecos, e Johann Julius von Hecht, representando os prussos.
No contexto da guerra, o Império Russo originalmente aliava-se aos austríacos, temendo as pretensões prussas sobre territórios da Polônia-Lituânia. Isto foi invertido após a ascensão ao trono russo de Pedro III, favorável à Prússia. O Tratado de São Petersburgo, assinado em 5 de Maio de 1762, selava a aliança entre Prússia e Rússia, pressionando a Suécia a também obter um armistício.
Os objetivos iniciais suecos, que giravam em torno da reconquista de territórios pomeranos perdidos na Grande Guerra do Norte (1700-1721), tornavam-se dificultados sem o apoio russo. Além disso, o Reino Sueco se aproximava da bancarrota e a nova aliança entre Frederico II da Prússia e Pedro III da Rússia ameaçava a inversão da guerra (com Prússia e Rússia agora podendo unir-se contra os suecos). A rainha sueca, Luísa Ulrika, era irmã de Frederico II e favoreceu a paz perante seu marido (o rei Adolfo Frederico da Suécia), que ratificou o tratado a 29 de maio de 1762.
Frederico II da Prússia viria inclusive a afirmar que só aceitaria o armistício devido à interferência de sua irmã.
Após a deposição de Pedro III em 9 de julho de 1762, sua sucessora, Catarina II, ordenou o recuo das tropas russas na Alemanha. O alinhamento de Pedro III com a Prússia, julgado excessivo por grande parte da elite russa, teria sido um dos motivos de sua deposição. Mesmo com o afastamento russo, Frederico ainda foi capaz de derrotar os austríacos na Batalha de Burkersdorf em 21 de julho de 1762.